# بلال رفیق
بلال رفیق (انگلیسی: Bilal Rafiq؛ زادهٔ ۱۹ اکتبر ۱۹۸۵) بازیکن فوتبال اهل پاکستان است.
وی همچنین در تیم ملی فوتبال پاکستان بازی کرده است.